# Psychoda plutea
Psychoda plutea és una espècie d'insecte dípter pertanyent a la família dels psicòdids.

## Descripció
- La femella fa 0,77-1,25 mm de llargària a les antenes (0,76-1,32 en el cas del mascle), mentre que les ales li mesuren 1,22-1,97 de longitud (1,17-1,90 en el mascle) i 0,50-0,87 d'amplada (0,47-0,82 en el mascle).
- Les antenes presenten 15 segments.[2]

## Distribució geogràfica
Es troba a Indonèsia: Papua Occidental.